# Plaza de la Virgen Blanca
La plaza de la Virgen Blanca o plaza Vieja (en euskera: Andre María Zuriaren plaza o Plaza Zaharra) es el principal lugar de encuentro de Vitoria. Se encuentra entre los barrios del Casco Viejo y el Ensanche. Está rodeada de casas blancas y en el centro de plaza se localiza un monumento en recuerdo de la batalla de Vitoria (Monumento a la Batalla de Vitoria - 1813), un episodio de la guerra de Independencia.

## Historia
A principios del siglo XIII, años después de la fundación de Vitoria por Sancho VI, la ciudad se extiende hacia el oeste con las calles Correría, Zapatería y Herrería, y en el año 1256 hacia el oeste, con las calles Cuchillería, Pintorería y Judería. Quedaba así conformada la almendra medieval como se conoce en la actualidad, que por aquel entonces estaba delimitada por gruesas murallas.
Al mismo tiempo, en 1214, se funda el convento de San Francisco al sureste, fuera de la muralla. Así se genera un gran espacio abierto en el exterior de la muralla sur, que se dará en llamar «el arrabal» y que coincide parcialmente con la localización actual de la Plaza de la Virgen Blanca. Esta superficie sería la entrada de Vitoria y el mercado de la ciudad.
A finales del siglo XIV se construye la Iglesia de San Miguel en la ladera meridional de la colina de la primitiva Vitoria, fuera de sus muros y al norte de la plaza. Entre los dos arcos de acceso a la iglesia, se expone una hornacina de mármol del XVIII que contiene una figura gótica de piedra policromada con la Virgen en majestad sosteniendo al niño, que representa a la patrona de Vitoria y da nombre a la plaza.
En 1791, su extensión se reduce a la mitad tras construirse la Plaza Nueva en su parte este. De esta manera, los laterales de la plaza quedan constituidos por dos entidades totalmente diferenciadas: por un lado, la fachada neoclásica y señorial de la Plaza Nueva; por el otro, la ciudad medieval con sus calles de gremios.
En 1854 se derriban los accesos amurallados a las calles Correría, Zapatería y Herrería, dando luminosidad a la plaza.
En 1877 se comienza la perforación de un pozo artesiano en la plaza. Las obras se alargaron durante cuatro años y se alcanzaron los 1021 metros de profundidad, que fue un récord absoluto para la época. El proyecto tuvo que ser finalmente cancelado al no encontrarse agua.
En 1917 se levanta el monumento conmemorativo de la batalla de Vitoria.
La reforma de 2008 convierte a la plaza en un entorno diáfano y sin obstáculos, tras cambiar el pavimento, eliminar los jardines que lo rodeaban y sustituirlos por parterres. En 2012 se instala la «escultura Green» para celebrar el galardón de Vitoria como capital verde europea.

## Galería de imágenes

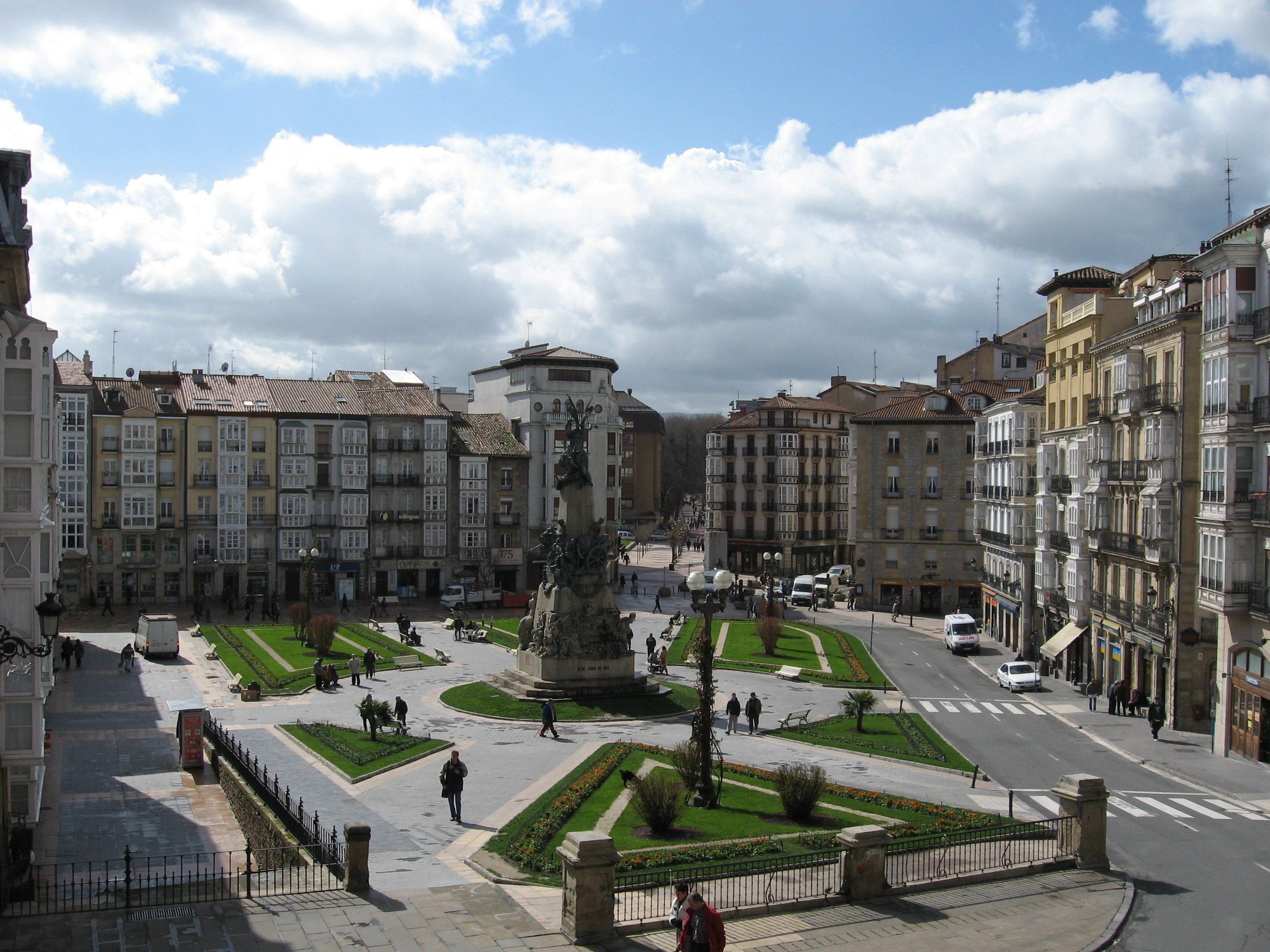
Plaza de la Virgen Blanca, antes de la reforma de 2007-2008.
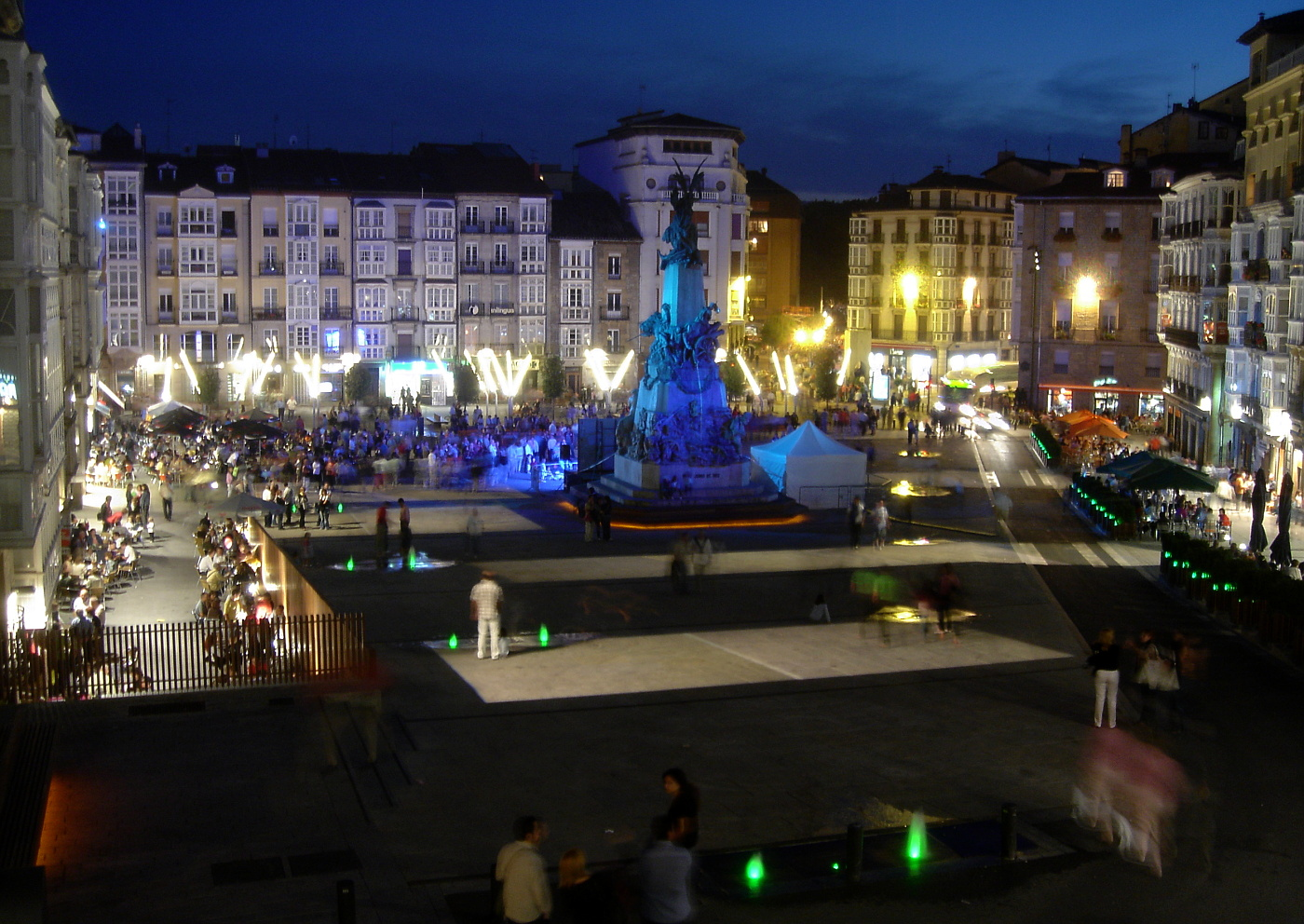
Plaza de la Virgen Blanca de noche actualmente.
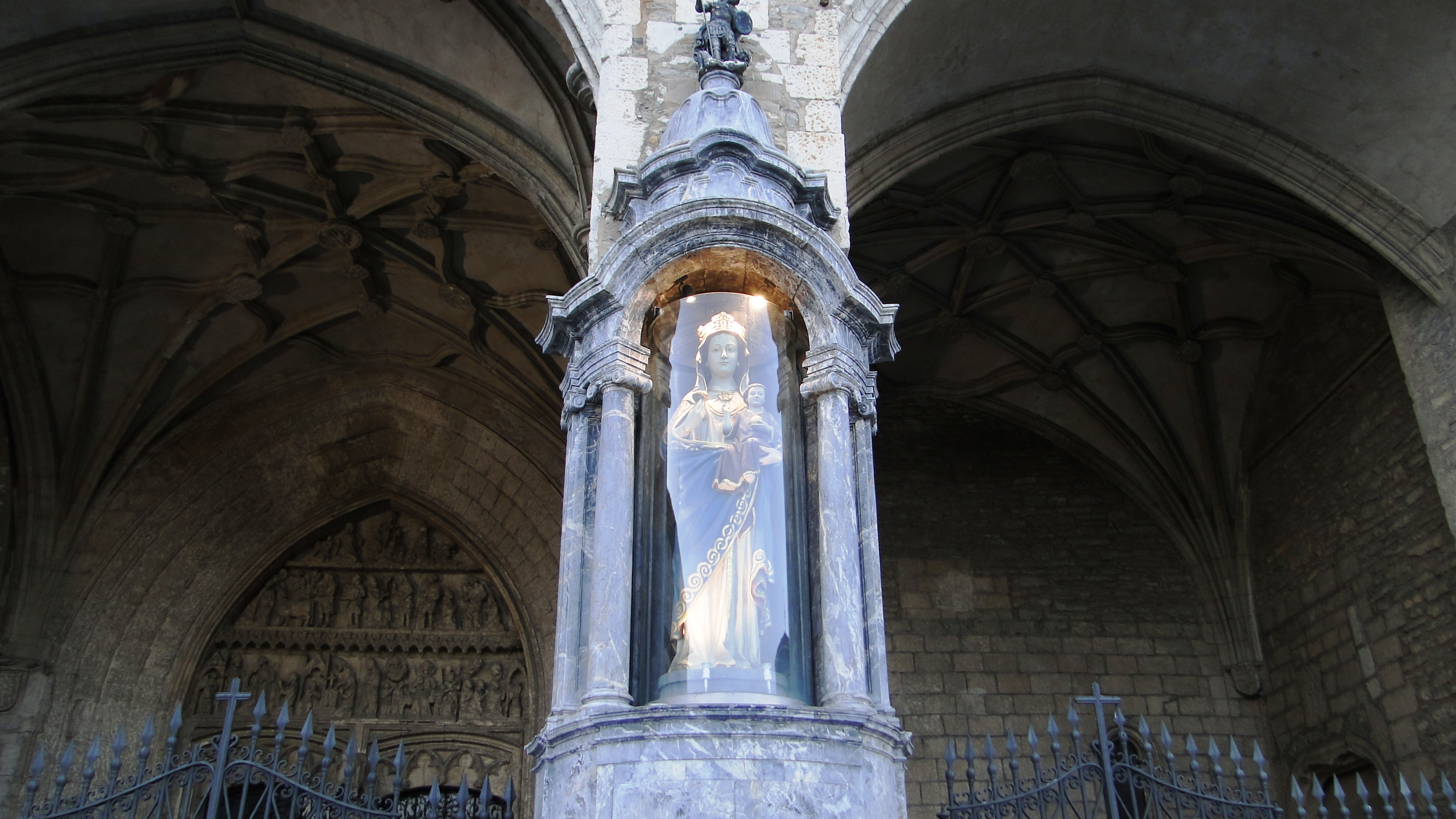
Imagen de la Patrona, que da nombre a la plaza.